# Actephila plicata
Actephila plicata, grm ili malo drvo iz porodice filantusovki (Phyllanthaceae). Australski je endem iz Queenslanda koji naraste do 6 metara visine